# Just May
Just May, eller Pete May utanför drag, är en brittisk dragqueen från RuPaul's Drag Race UK .

## Karriär
Just May har varit dragqueen i ett decennium.  Hennes namn är en ordlek på "Just Me".  Hon tävlade i säsong 4 av RuPaul's Drag Race UK.  Hon kom sist i tävlingen efter att hon förlorade en Lip Sync mot Dakota Schiffer.
Just May är en imitation av Geri Halliwell .

## Privatliv
Just May är baserad i Essex,   och använder pronomenen hon/hen i drag och han/hen utanför drag.  Hon har en examen i konst. 

## Diskografi

### Singel
- Just Like Geri (2022) [9]
- Sometimes (with Kay.Mj) (2023) [10]

## Filmografi

### Tv
- RuPaul's Drag Race UK ( säsong 4 )
- Bring Back My Girls (2024